# ハンガリーの首相一覧

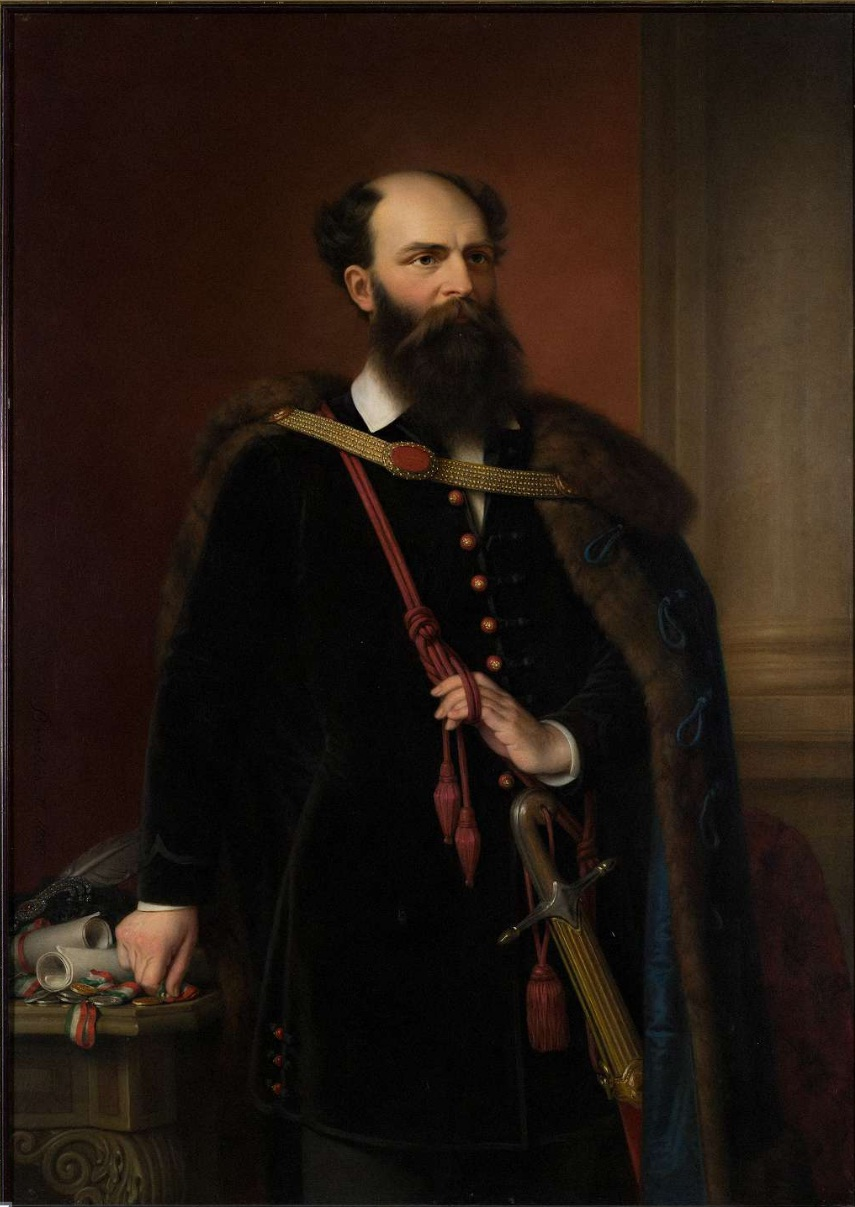
初代ハンガリー王国首相バッチャーニ

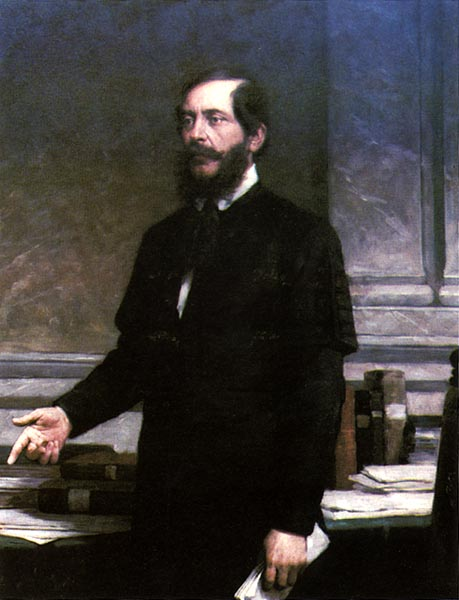
2代目の首相コシュート

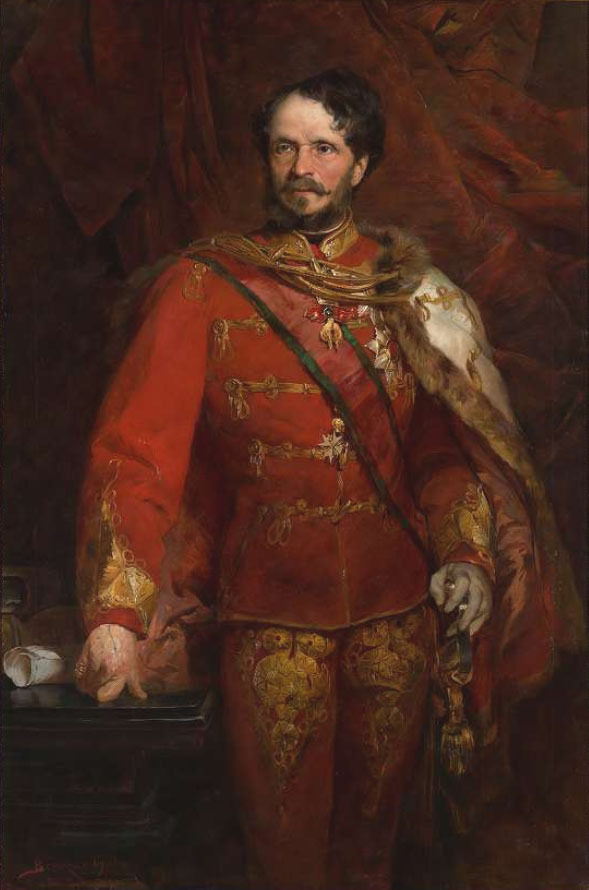
二重帝国成立後の初代ハンガリー王国首相アンドラーシ

ハンガリーの首相一覧（ハンガリーの しゅしょう いちらん、洪: Magyarország miniszterelnöke）では、ハンガリーの政府首班である首相、および政府の代表を列挙する。

## 概要
ハンガリー語の名称はminiszterelnökであり、直訳すると「大臣主席」である。憲法上、大統領は国会の過半数の議席を獲得した政党党首を首相に指名しなければならない。首相は閣僚の任免権を保持する他に内閣を代表して、議会や大統領に対し、責任を負う。
総選挙で殆どの政党が過半数の票を得られなかった場合、総選挙で与党になる可能性が高い政党党首を首相に推薦するのが慣例である。

## 一覧

### ハンガリー王国の首相
- バッチャーニ・ラヨシュ伯爵、1848年3月17日 - 1848年10月2日
- コシュート・ラヨシュ、1848年10月2日 - 1849年5月1日
- セメレ・ベルタラン、1849年5月2日 - 1849年8月11日
- アンドラーシ・ジュラ伯爵、1867年2月20日 - 1871年11月14日
- ローニャイ・メニヘールト伯爵、1871年11月14日 - 1872年12月5日
- スラーヴィ・ヨージェフ、1872年12月5日 - 1874年3月21日
- ビットー・イシュトヴァーン、1874年3月21日 - 1875年3月2日
- ヴェンクハイム・ベーラ（Wenckheim Béla）男爵、1875年3月2日 - 1875年10月20日
- ティサ・カールマーン、1875年10月20日 - 1890年3月15日
- サパーリ・ジュラ伯爵、1890年3月15日 - 1892年11月19日
- ヴェケルレ・シャーンドル伯爵、1892年11月19日 - 1895年1月15日
- バーンフィ・デジュー男爵、1895年1月15日 - 1899年2月26日
- セール・カールマーン、1899年2月26日 - 1903年6月27日
- クエン＝ヘーデルヴァーリ・カーロイ（Khuen-Héderváry Károly）伯爵、1903年6月27日 - 1903年11月3日
- ティサ・イシュトヴァーン伯爵、1903年11月3日 - 1905年6月18日
- フェイェールヴァーリ・ゲーザ、1905年6月18日 - 1906年4月8日
- ヴェケルレ・シャーンドル伯爵（2期目）、1906年4月8日 - 1910年1月17日
- クエン＝ヘーデルヴァーリ・カーロイ（Khuen-Héderváry Károly）伯爵（2期目）、1910年1月17日 - 1912年4月22日
- ルカーチ・ラースロー、1912年4月22日 - 1913年6月10日
- ティサ・イシュトヴァーン伯爵（2期目）1913年6月10日 - 1917年6月15日
- エステルハージ・モーリツ伯爵、1917年6月15日 - 1917年8月23日
- ヴェケルレ・シャーンドル伯爵（3期目）、1917年8月23日 - 1918年10月29日
- ハディク・ヤーノシュ伯爵、1918年10月29日 - 1918年10月31日

### 第一（人民）共和国およびハンガリー・ソビエト共和国（tanácsköztársaság）
| #    | 首相                               | 首相                   | 在任期間 | 党派                                                          | 内閣                                                                               | 政府                     | 政府元首                                                       |
| ---- | ---------------------------------- | ---------------------- | --- | ------------------------------------------------------------- | ---------------------------------------------------------------------------------- | ------------------------ | -------------------------------------------------------------- |
| 1    |                                    | カーロイ・ミハーイ伯爵 | 1918年10月31日 - 1919年1月11日                                                                                  | 1848年独立派（F48P）                                          | カーロイ・ミハーイ内閣 1848年独立派（F48P）– 急進市民党（PRP）– 社会民主党（MSZDP) | ハンガリー国民評議会     | ヨーゼフ・アウグスト・フォン・エスターライヒ（国王・就任せず） |
| 1    | カーロイ・ミハーイ（共和国大統領） | カーロイ・ミハーイ伯爵 | 1918年10月31日 - 1919年1月11日                                                                                  | 1848年独立派（F48P）                                          | カーロイ・ミハーイ内閣 1848年独立派（F48P）– 急進市民党（PRP）– 社会民主党（MSZDP) | ハンガリー国民評議会     |                                                                |
| 代理 |                                    | ベリンケイ・デーネシュ | 1919年1月11日 - 1919年1月19日                                                                                   | 急進市民党（PRP）                                             | カーロイ・ミハーイ内閣 1848年独立派（F48P）– 急進市民党（PRP）– 社会民主党（MSZDP) | ハンガリー国民評議会     |                                                                |
| 2    | 1919年1月19日 - 1919年3月21日      | ベリンケイ・デーネシュ | ベリンケイ・デーネシュ内閣 1848年独立派(F48P）– 急進市民党（PRP）– カトリック国民党（KNP） – 社会民主党（MSZDP) | 急進市民党（PRP）                                             |                                                                                    | ハンガリー国民評議会     |                                                                |
| 3    |                                    | ガルバイ・シャーンドル | 1919年3月21日 - 1919年8月1日                                                                                    | ハンガリー社会党（MSZP）→ハンガリー社会共産労働者党（SZKMMP） | ハンガリー革命統治評議会                                                           | ハンガリー革命統治評議会 | ガルバイ・シャーンドル（革命統治評議会議長）                   |
| 4    |                                    | ペイドル・ジュラ       | 1919年8月1日 - 1919年8月6日                                                                                     | ハンガリー社会党（MSZP）→ハンガリー社会共産労働者党（SZKMMP） | ハンガリー革命統治評議会                                                           | ハンガリー革命統治評議会 | <ペイドル・ジュラ（革命統治評議会議長代行）                    |

### ハンガリー王国の首相
- フリードリッヒ・イシュトヴァーン（Friedrich István）、1919年8月6日 - 1919年11月24日
- フサール・カーロイ、1919年11月24日 - 1920年3月15日
- シモニ＝シェマダム・シャーンドル（Simonyi-Semadam Sándor）、1920年3月15日 - 1920年7月19日
- テレキ・パール伯爵、1920年7月19日 - 1921年4月14日
- ベトレン・イシュトヴァーン伯爵、1921年4月14日 - 1931年8月24日
- カーロイ・ジュラ伯爵、1931年8月24日 - 1932年10月1日
- ゲンベシュ・ジュラ、1932年10月1日 - 1936年10月6日
- ダラーニ・カールマーン、1936年10月12日 - 1938年5月14日
- イムレーディ・ベーラ（Imrédy Béla）、1938年5月14日 - 1939年2月16日
- テレキ・パール伯爵（2期目）、1939年2月16日 - 1941年4月3日
- バールドッシ・ラースロー、1941年4月3日 - 1942年3月9日
- カーライ・ミクローシュ、1942年3月9日 - 1944年3月22日
- ストーヤイ・デメ、1944年3月22日 - 1944年8月29日
- ラカトシュ・ゲーザ、1944年8月29日 - 1944年10月16日
- サーラシ・フェレンツ（矢十字党の指導者として）、1944年10月16日 - 1945年3月28日
- ダールノキ・ミクローシュ・ベーラ（暫定政府）、1944年12月22日 - 1945年11月15日
- ティルディ・ゾルターン、1945年11月15日 - 1946年2月4日

### 第二共和国の首相
- ナジ・フェレンツ、1946年2月4日 - 1947年5月31日
- ディンニェーシュ・ラヨシュ、1947年5月31日 - 1948年12月10日

### ハンガリー人民共和国
正式名称は「ハンガリー人民共和国閣僚評議会議長」(ハンガリー語: A Magyar Népköztársaság minisztertanácsának elnöke)。
所属政党はいずれも1956年までハンガリー勤労者党(MDP)、1956年から1989年10月まではハンガリー社会主義労働者党(MSZP)、1989年10月以降はハンガリー社会党。
- ドビ・イシュトヴァーン、1948年12月10日 - 1952年8月14日
- ラーコシ・マーチャーシュ、1952年8月14日 - 1953年7月4日
- ナジ・イムレ、1953年7月4日 - 1955年4月18日
- ヘゲドゥシュ・アンドラーシュ、1955年4月18日 - 1956年10月24日
- ナジ・イムレ（2期目）、1956年10月24日 - 1956年11月4日
- カーダール・ヤーノシュ（Kádár János）、1956年11月4日 - 1958年1月28日　党書記長兼務
- ミュンニッヒ・フェレンツ（Münnich Ferenc）、1958年1月28日 - 1961年9月13日
- カーダール・ヤーノシュ（2期目）、1961年9月13日 - 1965年6月30日　党書記長兼務
- カーライ・ジュラ（Kállai Gyula）、1965年6月30日 - 1967年4月14日
- フォク・イェネー (Fock Jenő)、1967年4月14日 - 1975年5月15日
- ラーザール・ジェルジ（Lázár György）、1975年5月15日 - 1987年6月25日
- グロース・カーロイ（Grósz Károly）、1987年6月25日 - 1988年11月24日
- ネーメト・ミクローシュ（Németh Miklós）、1988年11月24日 - 1990年5月23日

### 第三共和国の首相
| 代    | 首相の氏名                                  | 首相の氏名                             | 所属政党                                | 在任期間                                          | 連立与党                                             |
| ----- | ------------------------------------------- | -------------------------------------- | --------------------------------------- | ------------------------------------------------- | ---------------------------------------------------- |
| 1     | アンタル・ヨージェフ Antall József          |                                        | ハンガリー 民主フォーラム (MDF)         | 1990年5月23日 - 1993年12月12日 (在任中に死去)     | キリスト教民主人民党 (KDNP) 独立小農業者党 (FKgP)    |
| 代 行 | ボロッシュ・ペーテル Boross Péter           |                                        | ハンガリー 民主フォーラム (MDF)         | 1993年12月12日 - 1993年12月21日                   | キリスト教民主人民党 (KDNP) 独立小農業者党 (FKgP)    |
| 2     | ボロッシュ・ペーテル Boross Péter           | 1993年12月21日 - 1994年7月15日         | ハンガリー 民主フォーラム (MDF)         | キリスト教民主人民党 (KDNP) 独立小農業者党 (FKgP) |                                                      |
| 3     | ホルン・ジュラ Horn Gyula                   |                                        | ハンガリー 社会党 (MSZP)                | 1994年7月15日 - 1998年7月6日                      | 自由民主同盟 (SZDSZ)                                 |
| 4     | オルバーン・ヴィクトル Orbán Viktor         |                                        | フィデス＝ ハンガリー 市民党 (FIDESZ)   | 第1次内閣 1998年7月6日 - 2002年5月27日            | 独立小農業者党 (FKgP) ハンガリー民主フォーラム (MDF) |
| 5     | メッジェシ・ペーテル Medgyessy Péter        |                                        | 無所属                                  | 2002年5月27日 - 2004年9月29日                     | ハンガリー社会党 (MSZP) 自由民主同盟 (SZDSZ)         |
| 6     | ジュルチャーニ・フェレンツ Gyurcsány Ferenc |                                        | ハンガリー 社会党 (MSZP)                | 第1次内閣 2004年9月29日 - 2006年6月9日            | 自由民主同盟 (SZDSZ)                                 |
| 6     | ジュルチャーニ・フェレンツ Gyurcsány Ferenc | 第2次内閣 2006年6月9日 - 2009年4月14日 | ハンガリー 社会党 (MSZP)                | 自由民主同盟 (SZDSZ) (2008年4月30日に政権離脱)    |                                                      |
| 7     | バイナイ・ゴルドン Bajnai György Gordon     |                                        | 無所属                                  | 2009年4月14日 - 2010年5月29日                     | ハンガリー社会党 (MSZP)                              |
| 8     | オルバーン・ヴィクトル Orbán Viktor         |                                        | フィデス＝ ハンガリー 市民同盟 (FIDESZ) | 第2次内閣 2010年5月29日 -（在任中）               | キリスト教民主人民党 (KDNP)                          |